# Fonderie Deberny et Peignot
La Fonderie Deberny et Peignot est une entreprise française de caractères typographiques, créée en 1923 [Où ?] par la fusion de la Fonderie G. Peignot & Fils et de la Fonderie Tuleu, Girard et Cie, détentrice du fonds Deberny. Dirigée par Charles Peignot de 1952 à 1974, elle est l'un des fleurons passés de la typographie française ; le catalogue est désormais pour partie la propriété de Monotype Corporation.

## Éléments historiques
Après la mort au front, pendant la Première Guerre mondiale, de Georges Peignot (1872-1915), l'entreprise est placée entre les mains de son fils, Charles Peignot (1897-1984), passionné par l’édition, ce dont témoigne la revue prestigieuse Arts et métiers graphiques. L'entreprise, encore très prospère, rachète en 1923 la Fonderie Tuleu, Girard et Cie, détentrice du fonds Deberny, qui connaît alors des difficultés graves. Elle change alors de nom.

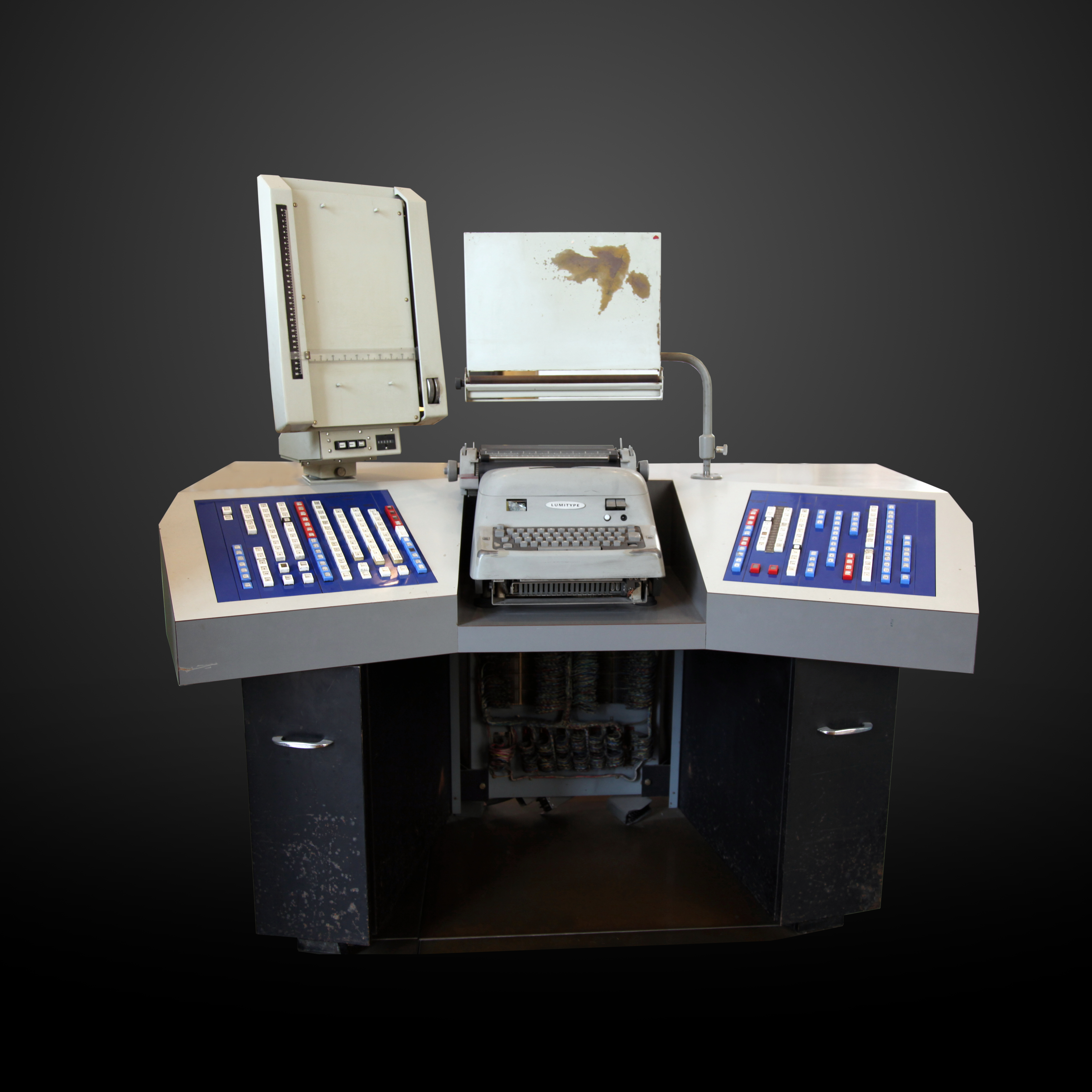
Une photocomposeuse Lumitype.

Plus tard, l'entreprise Deberny et Peignot connaît les problèmes liés au remplacement des fonderies traditionnelles par les Linotypes. Elle se lance dans la fabrication d'une photocomposeuse, la Lumitype, de René Higonnet et Louis Moyroud, déjà fabriquée aux États-Unis par la société Photon. Le succès n'est pas au rendez-vous.
Deberny et Peignot est rachetée par Higonnet et Moyroud. Les difficultés, tant techniques que commerciales, augmentent. L’entreprise dépose le bilan en 1974. Le catalogue est en partie racheté par la fonderie Haas en 1972, elle-même fusionnée en 1985 dans la fonderie Stempel, propriété de Linotype GmbH depuis 1941, et partie intégrante depuis 2007 de Monotype Corporation. La fonderie Production Type détient aussi une partie du catalogue.

## Créations typographiques
Le catalogue de la fonderie comprenait de très nombreuses polices de caractères, issues des achats et rachats de fonds au cours de son histoire. Les créations propres de police sont plus rares :
- le Garamond romain et italique regravé par Henri Parmentier, à partir des empreintes sur papier chiffon du caractère Garamond original, sous le minutieux contrôle de Georges Peignot (1912-1914) et lancé en 1926 ;
- le Naudin romain, italique et champlevé ; dessin : Bernard Naudin (1909-1914) et lancé en 1924 ;
- le Peignot et le Bifur ; dessin : Cassandre (1926-1928) ;
- l'Univers ; dessin : Adrian Frutiger (1957).

Caractères édités par la fonderie Deberny et Peignot
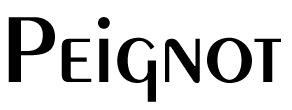
Le Peignot, par Cassandre, 1937.
Univers, par Adrian Frutiger, 1953-1957.

Peut-être sous la contrainte, le studio Deberny et Peignot réalise en 1942 le cliché de la version française de l'étoile jaune déclinée selon les pays.
Parmi les grands usages des polices Deberny et Peignot :
- la collection La Pléiade des éditions Gallimard est imprimée en Garamond de Peignot ;
- le texte de Paul Valéry au fronton de l'ancien palais du Trocadéro est composé en Peignot.